# Whose Show Is This?
«Whose Show Is This?» (с англ. — «Чьё это шоу?») — девятый и финальный эпизод американского сериала «Женщина-Халк: Адвокат» (2022), основанного на одноимённом персонаже комиксов Marvel. В этом эпизоде Дженнифер Уолтерс разбирается с последствиями предыдущего эпизода, пытаясь получить информацию о группе «Интеллигенция». Действие эпизода происходит в медиафраншизе «Кинематографическая вселенная Marvel» (КВМ), разделяя преемственность с фильмами франшизы. Сценаристом выступила Джессика Гао, а режиссёром — Кэт Койро.
Татьяна Маслани исполняет роль Дженнифер Уолтерс / Женщины-Халка; в эпизоде также сыграли Джош Сегарра, Джамила Джамил, Джинджер Гонзага, Джон Басс, Марк Линн-Бейкер, Тесс Малис Кинкейд, Марк Руффало, Бенедикт Вонг, Чарли Кокс, Рене Элиз Голдсберри, Тим Рот и Дрю Мэтьюз. Койро присоединилась к проекту в сентябре 2020 года, став режиссёром большинства эпизодов сериала.
Эпизод «Чьё это шоу?» был выпущен на Disney+ 13 октября 2022 года.

## Сюжет
Дженнифер Уолтерс заключают в тюрьму за погром на гала-концерте во время вручения премии «Женщина-юрист года». Дженнифер видит сон, где она — главная героиня телесериала «Дикая Женщина-Халк» 1970-х годов. В тюрьме Уолтерс навещают её друзья — Паг Пульезе, Никки Рамос и Мэллори Бук. Благодаря Бук с Уолтерс снимают все обвинения с условием — Дженнифер должна носить ингибитор, который не позволит ей превратиться в Женщину-Халка. После освобождения Уолтерс увольняют из компании Goodman, Lieber, Kurtzberg & Holliway (GLK&H). Также Дженнифер вынуждена переехать к родителям.
Не сумев собрать информацию о группе «Интеллигенция» и её создателе «Короле Халке», Уолтерс решает отправиться за советом к Эмилю Блонски. Лучшей подруге Уолтерс Никки удаётся получить приглашение от «Короля Халка» на закрытое собрание, и она просит Пага Пульезе пойти туда.
Рамос и Пульезе приезжают на место собрания, которое проходит в ретритром центре Блонски. На собрании также присутствует Тодд Фелпс, который раскрывает себя как Короля Халка и создателя группы «Интеллигенция». Позже к собранию присоединяется Блонски в облике Мерзости, выступая в качестве мотиватора, хотя он не знает об истинных целях «Интеллигенции». Уолтерс прибывает в ретритный центр и натыкается на собрание. Увидев Дженнифер, Эмиль возвращается в человеческий облик и объясняет, что превратился в Мерзость для выступления с речью и денег.
На собрание прибегает Никки, после чего она и Паг раскрывают Дженнифер, что собравшиеся на данном собрании, кроме Блонски, являются членами «Интеллигенции», а Тодд — Королём Халком. После этого Фелпс вводит себе вещество, содержащее кровь Уолтерс, и превращается в Халка.
Неожиданно на мероприятие прибывает Титания. Фелпс нападает на Уолтерс, однако Блонски, вновь превратившийся в Мерзость, защищает её. Также неожиданно появляется двоюродный брат Уолтерс, Брюс Бэннер / Умный Халк, и нападает на Блонски, решив, что Эмиль хочет причинить зло Дженнифер. Завязывается драка: Титания сражается с членами «Интеллигенции», а Бэннер — с Блонски.
Сбитая с толку происходящим, Уолтерс ломает четвёртую стену и попадает в документальный сериал «Marvel Studios: Общий сбор» через платформу Disney+. Там она отправляется в производственное помещение Marvel Studios, где снимается сериал, и сталкивается со сценаристами. Затем она идёт к К.Е.В.И.Н.у, который оказывается искусственным интеллектом, утверждающим, что он отвечает за все сюжетные решения Кинематографической вселенной Marvel. Уолтерс просит К.Е.В.И.Н.а изменить финал сериала, на что тот неохотно соглашается, после чего Дженнифер возвращается в шоу.
Фелпса арестовывают, после чего неожиданно появляется Мэтт Мёрдок / Сорвиголова, хотевший помочь, однако Уолтерс говорит ему, что он опоздал. Подойдя к Блонски, Уолтерс предупреждает его, что, подписав документ, Эмиль будет заключён в тюрьму на 10 лет за нарушение правил условно-досрочного освобождения. Блонски, понимая это, подписывает документ, после чего его забирает полиция.
Уолтерс возвращается домой и устраивает праздник со своей семьёй и Мёрдоком. К ним присоединяется Бэннер, вернувшийся с Сакаара, и знакомит семью со своим сыном — Скааром. Спустя некоторое время Уолтерс возвращается на работу в GLK&H, посещает суд против Фелпса и заявляет о своём решении продолжать свою работу и как адвокат, и как супергероиня.
В сцене после титров Верховный чародей Вонг забирает Блонски из тюрьмы и перемещается вместе с ним в Камар-Тадж.

## Производство

### Разработка
В августе 2019 года студия Marvel Studios объявила, что «Женщина-Халк: Адвокат» разрабатывается для стримингового сервиса Disney+. В ноябре того же года Джессика Гао была принята на должность главного сценариста. В сентябре 2020 года Кэт Койро была нанята режиссёром шести эпизодов, включая девятый, а также исполнительным продюсером сериала. В число исполнительных продюсеров, помимо Койро и Гао, входят Кевин Файги, Луис Д’Эспозито, Виктория Алонсо и Брэд Уиндербаум. Девятый эпизод, «Whose Show Is This?» (с англ. — «Чьё это шоу?»), был написан Джессикой Гао и вышел на Disney+ 13 октября 2022 года. Титульная карточка эпизода была изменена на «The Savage She-Hulk» (с англ. — «Дикая Женщина-Халк»).

### Сценарий
Джессика Гао придумала множество различных вариантов концовки эпизода, «которые шли вразнос», но потом решила, что это должна быть «классическая концовка Marvel» с «большой битвой злодеев», несмотря на то, что это не соответствовало истории, показанной в сериале. Кевин Файги убедил Гао, что «Женщина-Халк: Адвокат» не нуждается в такой концовке, поскольку сериал сильно отличается от других проектов студии. Было решено, что Дженнифер Уолтерс сломает четвёртую стену и попадёт в реальный мир, чтобы противостоять тем, кто создаёт её историю; это «экстремальное» разрушение четвёртой стены было в значительной степени вдохновлено комиксом Джона Бирна She-Hulk. В конечном итоге Уолтерс, по предложению Файги, попадает в кабинет сценаристов сериала, а затем находит искусственный интеллект по имени К.Е.В.И.Н. (англ. Knowledge Enhanced Visual Interconnectivity Nexus). Гао черпала «так много из реальной жизни» и настоящего уважения членов Marvel Studios к Файги, включая то, что ненастоящие сценаристы говорили о К.Е.В.И.Н.е. Джессика также представила другую версию Файги, которая «зашла слишком далеко» за рамки робота с искусственным интеллектом и была «маленьким щенком на подушке», сидящим на троне.
Джен действительно говорит правду о себе. Это момент, когда она утверждает, что всё недостаточно хорошо, что это не то, чего она хочет или заслуживает, и чтобы понять это, нужно очень хорошо знать себя. Потребовалось время, чтобы разобраться в этом, но у [Джессики Гао] эта идея была изначально, она всегда разрушала вещи и в то же время строила их заново.
В разговоре с К.Е.В.И.Н.ом Уолтерс упоминает проблемы с отцами некоторых персонажей Кинематографической вселенной Marvel (КВМ), отсутствие романтики и сексуального влечения у женщин, а также спрашивает, когда появятся Люди Икс. Создавая сценарий сцены разговора К.Е.В.И.Н.а и Дженнифер, Джессика Гао во многом ссылалась на свои отношения с Файги в реальной жизни. Кэт Койро назвала руководство Marvel Studios «невероятно самокритичным и невероятно любящим посмеяться над собой» в отношении появления К.Е.В.И.Н.а и того, что Уолтерс с ним обсуждала. Татьяне Маслани, исполнительнице роли Дженнифер, понравилось, что Уолтерс и К.Е.В.И.Н. чувствовали себя на равных и что идеи, которые она рассказала ему о своём идеальном финале, «заслуживают уважения».
В конце эпизода Брюс Бэннер / Умный Халк возвращается на Землю со своим сыном — Скааром. Койро ранее сообщала, что возвращение Бэннера на планету Сакаар, показанное во втором эпизоде сериала, связано с будущими проектами КВМ, один из которых, по предположениям поклонников, будет экранизацией комикса «Мировая война Халка». Марк Руффало открыт к идее экранизации «Мировой войны Халка» и исследованию периода времени, когда персонаж покинул Землю и оказался на Сакааре. Койро хотела, чтобы Скаар появился в детском возрасте и был похож на Малыша Йоду, однако данная идея не соответствовала будущим планам Marvel Studios в отношении персонажа. Сценаристы планировали добавить в эпизод «большое камео», но не стали включать его в сценарий, потому что знали, что выбор персонажа может быть отклонён к моменту съёмок эпизода из-за ряда факторов. Когда пришло время выбирать персонажа, Файги предложил дебютировать Скаару.
Сцена после титров, в ходе которой Вонг забирает Эмиля Блонски из камеры, была создана для того, чтобы «дать Блонски более счастливый конец», поскольку «томиться в тюрьме» для него «было неправильно». Джессика Гао объяснила, что становление его характера в сериале, а именно дружба с Дженнифер и помощь ей в решении проблемы её двойной личности, было реальным, «независимо от того, сколько хорошего или плохого он сделал в сериале», и сценаристы не хотели, чтобы он вернулся в тюрьму на неопределённый срок. Койро хотела включить в эпизод Мэдисинн Кинг, но поскольку четвёртый эпизод, в котором она появляется, был снят после девятого, актриса Пэтти Гуггенхайм ещё не была утверждена на роль.

### Кастинг
В эпизоде снялись Татьяна Маслани в роли Дженнифер Уолтерс / Женщины-Халка, Джош Сегарра в роли Августа «Пага» Пульезе, Джамила Джамил в роли Титании, Джинджер Гонзага в роли Никки Рамос, Джон Басс в роли Тодда Фелпса / Короля Халка / Халка-Тодда, Марк Линн-Бейкер в роли Морриса Уолтерса, Тесс Малис Кинкейд в роли Элейн Уолтерс, Марк Руффало в роли Брюса Бэннера / Халка, Бенедикт Вонг в роли Вонга, Чарли Кокс в роли Мэтта Мёрдока / Сорвиголовы, Рене Элиз Голдсберри в роли Мэллори Бук, Тим Рот в роли Эмиля Блонски / Мерзости и Дрю Мэтьюз в роли Денниса Буковски:28:30–28:55; 29:37.
Также снялись Ник Гомес в роли Крушителя, Кэндис Роуз в роли тёти Мелани, Майкл Эйч Коул в роли дяди Такера, Николас Чирилло в роли Чеда, Элизабет Бечка в роли тёти Ребекки:30:06 и Уил Дуснер в роли Скаара. Ведущие новостей Джон Грегори, Рэйчел Браун и Йована Лара предстают в образе самих себя:30:06. Одна из дублёрш Маслани, Девон Льюис, появилась в роли Дикой Женщины-Халка в начале серии. В кабинете сценаристов Иден Ли играет «сценариста Джессику», а Джастин Майлз — «сценариста Зеба», в то время как Джессика Гао и другие сценаристы сериала, Зеб Уэллс и Коди Зиглар, появляются в эпизодических ролях. Мастер по созданию реквизита для Marvel Studios, Рассел Боббитт, появляется в роли репортёра на участке Disney, а бывший в то время ресепшионистом Marvel Studios Мэтт Уилки играет самого себя в офисе студии. Уилки пришлось пройти прослушивание на эту роль.
Первоначально создатели хотели изобразить К.Е.В.И.Н.а как «очень красивого человека в смокинге», такого как Джордж Клуни или Джон Хэмм. Они также предложили Файги озвучить К.Е.В.И.Н.а, но он отказался. Вместо Файги персонажа озвучил Брайан Дилэйни, однако в титрах указан не был. Также рассматривалась возможность появления Эдварда Нортона вместо Руффало в сцене нападения Халка на Мерзость, поскольку Нортон исполнил роль Бэннера / Халка в фильме «Невероятный Халк» (2008), в котором эти персонажи впервые встретились.

### Дизайн
Изначально К.Е.В.И.Н. был изображён в чёрной бейсболке, имитируя фирменный стиль Файги, который посчитал эту часть дизайна бессмысленной, а также хотел добиться некоторого разделения между собой и роботом. Сотрудник отдела визуальных разработок Marvel Studios Джексон Сзе предположил, что концепция кепки может быть включена в дизайн К.Е.В.И.Н.а, в результате чего над глазными линзами робота образуется «счёт» в стиле светофора. Джессика Гао описала К.Е.В.И.Н.а как «машину по типу HAL 9000», а пользователи Интернета сравнили К.Е.В.И.Н.а с GLaDOS — искусственным интеллектом из серии видеоигр Portal.

### Съёмки и визуальные эффекты
Съёмки проходили на студии Trilith Studios в Атланте (Джорджия), режиссёром эпизода выступила Кэт Койро, а оператором — Флориан Баллхаус:1. Съёмки также проходили на участке Disney и в офисах Marvel Studios в Бербанке (Калифорния). «Чьё это шоу?» — первый отснятый эпизод. Из-за этого во время съёмок моментов с «Интеллигенцией» актёры чувствовали неясность в том, что происходит с сюжетом и их персонажами, и Койро считает, что это помогло эпизоду, потому что весь смысл финала заключается в том, что он не имеет смысла.
Начало эпизода практически полностью идентично заставке телесериала 1970-х годов «Невероятный Халк», с теми же кадрами и закадровым голосом. Эта сцена была снята Моник Гандертон, чтобы придать аналогичный стиль, с использованием нескольких фоновых пластин, которые были использованы в «Невероятном Халке». Компания FuseFX, работавшая над созданием эпизода, вырезала Билла Биксби в роли Бэннера и Лу Ферриньо в роли Халка из оригинальной заставки, а затем наложила на них Маслани. При этом некоторые элементы, присутствующие в оригинальных кадрах, были созданы в 3D-формате, чтобы более точно соответствовать тому, что было снято с Маслани. Татьяне Маслани понравилось сниматься в начальной части эпизода, поскольку она и Руффало могли «опираться на этот стиль»; она также считает, что подобный стиль хорошо подходит для мета-аспектов «Женщины-Халка». Койро описала вступление как «лихорадочный сон» Уолтерс, который проявился как «титры из другого телешоу». Дженна Буш из /Film считает, что использование данной вступительной сцены было «блестящим ходом» и соответствовало ситуации Уолтерс. Джон Басс обеспечил захват движения при съёмках эпизода, когда Тодд Фелпс превращается в Халка.
Сцены, где Уолтерс проникает на территорию Disney, снимались в разное время на протяжении всего съёмочного процесса сериала и были любимыми для Маслани, которая назвала их «супер весёлыми». Соотношение сторон и стиль съёмки были изменены для этой части эпизода, чтобы придать «как можно больше реалистичности». Драка Женщины-Халка с представителями охраны в офисе Marvel Studios похожа на сражение Наташи Романофф с охранниками в фильме «Железный человек 2» (2010). Была снята альтернативная концовка эпизода, которая, по словам Маслани, была «совсем другой и немного более серьёзной», с большим количеством Женщины-Халка и «другой стратегией». В варианте, который был использован, сцена с упоминанием Людей Икс была альтернативным ходом, предложенным во время съёмок, причём Маслани использовала импровизацию. Этот момент произвёл впечатление, что Уолтерс и К.Е.В.И.Н. подружились; Маслани заявила: «Что-то в этом есть, и это очень смешно». После вопроса о Людях Икс, Дженнифер поднимает большой палец вверх и высовывает язык: данная идея вдохновлена дизайном Женщины-Халка, изображённой на головных уборах команды, которые нарисовал жених Джессики Гао — Трак Торренс.
Визуальные эффекты были созданы компаниями Digital Domain, Wētā FX, Wylie Co., Trixter, Cantina Creative, FuseFX, SDFX Studios, Capital T, Keep Me Posted, Soho VFX, Ingenuity Studios и Lightstage:31:10–31:31.

### Музыка
В эпизоде звучат следующие песни: тема телесериала «Невероятный Халк» от Джо Харнелла, «Gonna Be a Winner» от Джейсона Гловера и Ричарда Нила, «Pepe Le Stink» от Майкла Брукса Линнея, Джона Хартмана, Марка Томаса Уильямса и Джеффри Липенкотта, «Big Energy» от Latto, различные темы из фильма «Чёрная пантера» от Людвига Йоранссона, «We Run This» от The Sugarhill Gang и «I Want to See the Bright Lights Tonight» от Ричарда и Линды Томпсон:31:45–31:48.

## Маркетинг
В эпизод включён QR-код, позволяющий зрителям получить доступ к бесплатной цифровой копии комикса Sensational She-Hulk #50, в котором Уолтерс помогает редакции выбрать новую творческую команду для своего комикса. После премьеры эпизода Marvel объявила о выпуске товаров, вдохновлённых эпизодом, в рамках еженедельной акции «Marvel Must Haves» для каждого эпизода сериала, включая Funko POP!-фигурку Женщины-Халка и аксессуары, а также футболки с изображением Титании и Мерзости.

## Реакция

### Зрители
Согласно данным фирмы Nielsen Media Research, которая измеряет количество минут, просмотренных американской аудиторией, сериал «Женщина-Халк: Адвокат» стал пятым самым просматриваемым оригинальным сериалом на потоковых сервисах за неделю с 10 по 16 октября 2022 года с 526 млн просмотренных минут, что на 14,7 % больше, чем на предыдущей неделе. Также, согласно данным платформы TV Time, принадлежащей компании Whip Media, «Женщина-Халк: Адвокат» — самый популярный сериал среди зрителей США за неделю, закончившуюся 16 октября 2022 года.

### Критики
На сайте-агрегаторе рецензий Rotten Tomatoes рейтинг одобрения эпизода составляет 73 % со средней оценкой 7,20 из 10 на основе 30 отзывов. Консенсус критиков гласит: «„Женщина-Халк“ полностью переходит в мета-формат благодаря необычному финалу, который, к сожалению, оставляет несколько незавершённых моментов, но, тем не менее, полон изобретательности».
Арезу Амин из Collider дала эпизоду оценку «B+» и отметила, что «серия с соответствующим названием „Чьё это шоу?“, к счастью, заканчивается сфокусированным в нужном направлении». Брэдли Рассел из GamesRadar поставил эпизоду 4 звезды из 5 и написал, что «Женщина-Халк ломает собственное шоу (и КВМ), чтобы создать противоречивый финал, который разоблачает самые большие недостатки Marvel Studios». Ричард Тренхольм из CNET похвалил пролог, сделанный в стиле 1970-х годов. Бен Шерлок из Game Rant оценил финал в 5 звёзд из 5 и посчитал, что первый сезон «оказался удачным». Сурав Чакраборти из Sportskeeda подчеркнул, что «этот эпизод отвечал за уничтожение всех клише и шаблонов, которые складывались в КВМ годами».

## Комментарии
1. ↑  Как показано в эпизоде «Оторвать и разорвать».

## Дополнительные материалы
- Whitbrook, James. She-Hulk's Finale Broke the Marvel Universe, and It's Hard to Say if It Worked. Gizmodo (13 октября 2022). Дата обращения: 15 февраля 2023. Архивировано 10 февраля 2023 года.